# Слава отцу Фелунатху
«Слава отцу Фелунатху» (бенг. জয় বাবা ফেলুনাথ, IAST: Joi Baba Felunath, англ. The Elephant God) — криминальная драма 1979 года индийского режиссёра Сатьяджита Рая. Фильм снят по одноимённой новелле Сатьяджита Рая и является вторым по счёту фильмом о сыщике Фелуде.

## Сюжет
Фильм рассказывает о сыщике-любителе Прадоше Митре по прозвищу Фелуда, который отправился в отпуск в священный город Варанаси. Здесь он вместе с двоюродным братом Тапешем и другом Лалмоханом расследует кражу бесценной золотой статуэтки божества Ганеша. Найти статую не так просто, но на помощь друзьям приходит добрый и весёлый пьяница — работник скотобойни Маганлал Мегхрадж, который в одиночку противостоит чарам злого волшебника по имени Мачли Баба.

## В ролях
| Актёр               | Роль                  |
| ------------------- | --------------------- |
| Сумитра Чаттерджи   | Прадош Митра (Фелуда) |
| Сиддхарта Чаттерджи | Тапеш                 |
| Сантош Дутта        | Лалмохан Гангули      |
| Харадхан Баннерджи  | Уманат Гхосал         |
| Биплаб Чаттерджи    | Бикаш Сингха          |
| Утпаль Дутт         | Маганлал Мегхрадж     |
| Мону Мукхерджи      | Мачли Баба            |
| Сантош Синха        |                       |

## Награды и номинации
| Награды и номинации | Награды и номинации           | Награды и номинации  | Награды и номинации | Награды и номинации |
| Год                 | Награда                       | Категория            | Номинирован(а)      | Итог                |
| ------------------- | ----------------------------- | -------------------- | ------------------- | ------------------- |
| 1979                | Национальная кинопремия Индии | Лучший детский фильм | Сатьяджит Рай       | Победа              |